# Finlands kustartilleri

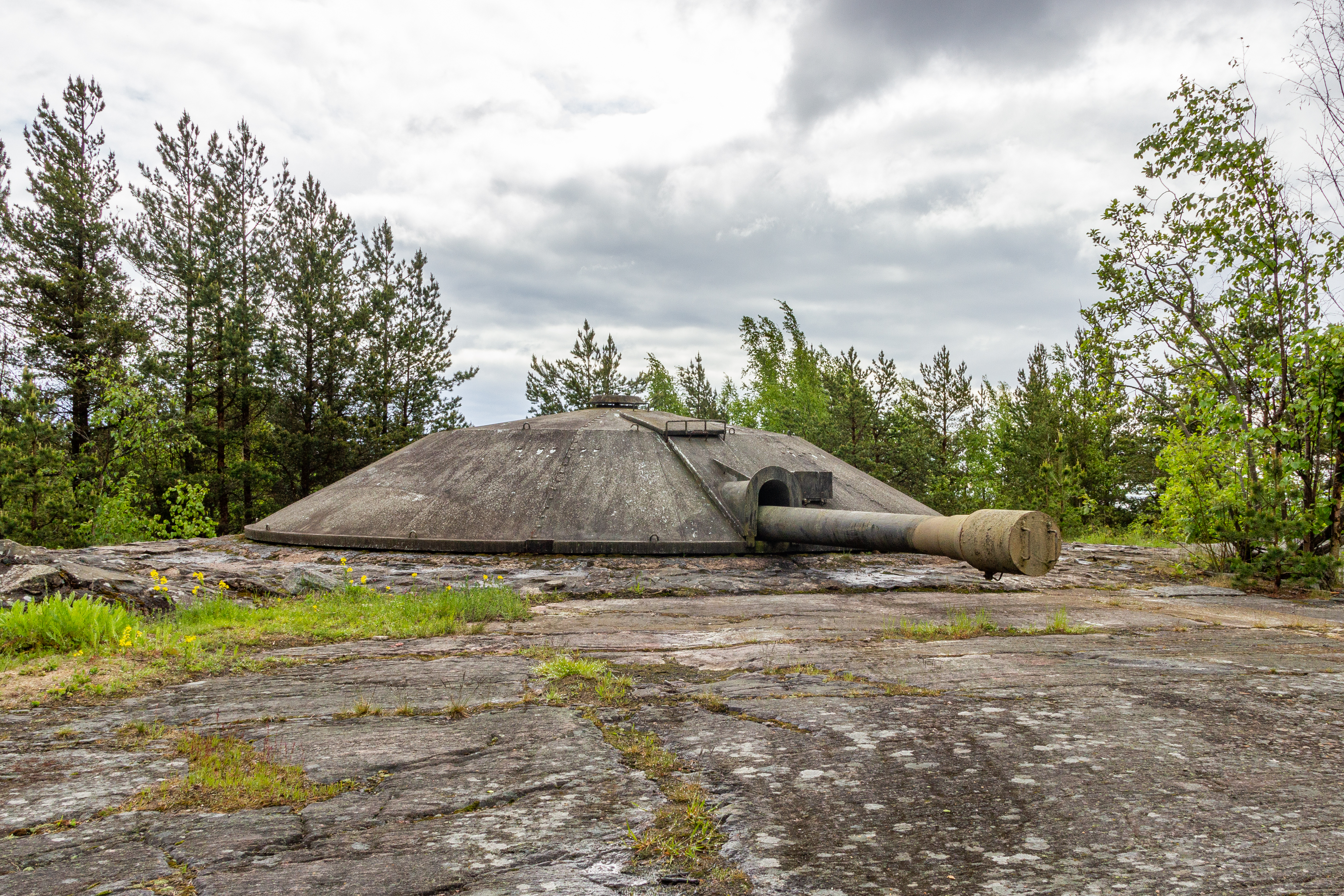
Mjölö, Helsingfors

Finlands kustartilleri är ett artilleri inom Finlands marin, riktat mot havet (eller mot annat vattendrag) och ämnat att bekämpa maritima anfall. Kustartilleriet är en del av kustförsvaret, till vilken även övriga delar av marinen samt de rörliga kusttrupperna (bland annat kustjägarna) och luftstridskrafterna räknas.  
Kustartilleriets guldålder som självständigt vapenslag var 1900-talets början. Vapenslaget var uppbyggt av fasta, grovkalibriga och långskjutande artilleripjäser som avfyrade exploderande ammunition. Till pjässystemen hörde ett komplicerat system för ledning av eld mot rörliga mål. I Finland representerades detta utvecklingsstadium av bland annat de 12-tums pjäser (305 mm) som är stationerade på Torra Mjölö (fi: Kuivasaari) utanför Helsingfors (se Sveaborgs Kustartillerigille). Efter det andra världskriget har kustartilleriets betydelse minskats till förmån för flygvapen och sjömålsrobotenheter.
Finlands kustartilleri tillhör numera den finländska marinen. Vapenslaget svarar för den kontinuerliga radar-, lednings- och undervattensavlyssningsoperationerna tillsammans med sjöbevakningen. Kustforten är idag beväpnade med 130 mm och 100 mm tornkanonpjäser vilkas optimala räckvidd med vanlig ammunition är 30 km och med specialammunition 40 km. Kustartilleriet har även rörliga artilleripjäser samt två olika rörliga sjömålsrobotsystem, ett tyngre och ett lättare, vilkas räckvidd är 70 km respektive 8 km. Beräkningen av avfyrningsvärden samt radiotrafik är datoriserad.
Artilleriets fördel mot robotar är dess förmånlighet. Dessutom är det så gott som omöjligt att störa artilleri och man kan även använda artilleriet för avfyrning av varningsskott. Det fasta artilleriets sårbarhet och statiskhet samt korta räckvidd i förhållande till robotarna (som i vissa fall kan nå upp till över 200 km) samt dess relativa ineffektivitet bidrar till att det fasta kustartilleriets tid är på väg att ta slut.
I Finland har man påbörjat nedmonteringen av det fasta kustartilleriet och de sista pjäserna har planerats att tas ur bruk omkring år 2020. Det mobila artilleriet samt utvecklade robotsystem kommer att ersätta det fasta artilleriet.

## Förteckning över Finlands kustartillerimateriel
I Finland har man benämnt kustartilleripjäserna efter rörets kaliber/rörets längd dividerat med dess kaliber samt typmarkering. Typmarkeringen är ibland avskild med mellanslag, ibland med tankstreck. I denna förteckning används mellanslag. I de modernare pjäserna används ett mellanslag istället för snedstreck och rörets längdmarkering har vanligtvis uteslutits. Hos luftvärnspjäser, som fått ny roll som kustartilleripjäser, används årtal i stället för eldrörslängd.
- 75/50 C: licenstillverkade Canet-pjäser, i användning från 1890-talet till 1970-talet, huvudartilleripjäs hos kustartilleriet under andra världskriget.
- 88 ItK 37 RMB: den tyska FlaK37, använd som kustartilleri från 1970-talet in på 2000-talet.
- 100 TK: tornet från den ryska T55, använt som fast kustartilleri från 1960-talet.
- 130 TK: fast kustartilleri, konstruerat av Tampella, kustartilleriets huvudvapen från och med 1980-talet.
- 152/45 C: rysk fartygskanon (152 mm/45 Modell 1892, konstruerad av Canet) i användning från 1890-talet till 1980-talet, det tunga kustartilleriets huvudvapen under andra världskriget.
- 152/50 T: modifierad 152/45 C med längre eldrör och pansartorn, huvudvapen mellan 1950- och 1980-talet, i användning in på 2000-talet.

Följande pjäser installerade under det ryska styret i fästningar avsedda att skydda St Petersburg, (Peter den stores sjöfästning).
- 203/50 VC: tillverkad av Vickers med lavett från Canet, i användning från 1910-talet till 1980-talet i Puikko-fortet.
- 203/45 C: tillverkad av Canet, i användning från 1910-talet till 1980-talet i Puikko-fortet.
- 234/50 Be: tillverkad i USA av Bethlehem Steel Corporation, i användning från 1910-talet till 1980-talet.
- 254/45 D: tillverkade av Durlacher och fanns i Kuivasaari-fortet, i användning från 1900-talet till 1960-talet, var det grova artilleriets huvudvapen under andra världskriget.
- 305/52 O: ursprungligen ryska fartygspjäser (Obukhovskii 12"/52 Pattern 1907), i användning från 1910-talet till 1980-talet, Finska vikens artillerispärrs huvudvapen.